# Schenck Process
Die Qlar Group (ehemals Schenck Process Group) ist ein international tätiges deutsches Maschinenbauunternehmen mit Sitz in Darmstadt. Seinen Ursprung nahm das Unternehmen in der Carl Schenck Maschinenfabrik GmbH, nachdem es 1881 von Carl Schenck als Eisengießerei und Waagenfabrik gegründet wurde. Der späteren Carl Schenck AG zugehörig, entwickelte sich die heutige Schenck Process im Zuge eines Management-buy-outs (MBO) im Jahr 2005 zu einer eigenständigen Gesellschaft. Seit 2017 gehört das Unternehmen zur Private-Equity-Firma Blackstone. Im April 2024 gab das Unternehmen sein Rebranding zu Qlar bekannt, welches mit dem 13. Mai 2024 offiziell wurde.
Die Qlar Gruppe hält laut eigenen Angaben eine weltweit führende Marktposition im Bereich der Mess- und Verfahrenstechnik. Mit seinen Lösungen bedient das Unternehmen unter anderem die Kunststoffindustrie sowie die Bereiche der Hochleistungsmaterialien, Infrastruktur, Energie und Transport.
Qlar entwickelt, produziert und vertreibt seine Anlagen und Services über 12 Standorte in Europa, dem Mittleren Osten und Asien. Im Geschäftsjahr 2023 erwirtschaftete das Unternehmen einen Umsatz von 256 Millionen Euro. Jährlich investiert es etwa 4 Prozent des Umsatzes in Forschung und Entwicklung.

## Geschichte

### Historische Entwicklung
Die Qlar Group entstammt der 1881 in Darmstadt gegründeten Carl Schenck Eisengießerei und Waagenfabrik. Basis für die technische Entwicklung des jungen Unternehmens bildete der Waagenbau. In den Jahren nach der Gründung folgten erste Patente, unter anderem für den Registrierapparat (1887) und die erste selbstständige Laufgewichtswaage für Schmalspur- und Hängebahnfahrzeuge (1891). Letztere wurde 1900 auf der Weltausstellung in Paris mit einer Goldmedaille ausgezeichnet und verhalf dem Unternehmen international an Bekanntheit zu gewinnen.
In den 1930er-Jahren baute das Unternehmen die ersten Dosierbandwaagen, Gemengewaagen für Betonmischanlagen und Straßenbaumaterial, D-Zug-Wagenkästen-Verwiegeeinrichtungen und die ersten Leuchtbildwaagen. 1950 ermöglichte der verbesserte Leuchtbild-Wäge und Druckautomat einen erheblichen technischen Vorsprung. 1955 wurde die erste elektronische Kranwaage geliefert und zeichnete den Weg von der mechanischen zur elektromechanischen Waage. Die Entwicklung führte über die Einführung der Digitaltechnik und den Einsatz der ersten Rechner bis zu Spezialwaagen.
1974 wurde die Carl Schenck Maschinenfabrik GmbH in die Carl Schenck AG umgewandelt, die 1984 an die Börse ging. Im Jahr 2000 übernahm die Dürr AG die Mehrheitsbeteiligung an der Carl Schenck AG. Die damalige Schenck Process Gruppe entwickelte sich innerhalb der Carl Schenck AG mehr und mehr zu einem eigenständigen Unternehmen. Im Dezember 2005 erfolgte der Management-Buy-out.
IK Partners (ehemals Industri Kapital) erwarb Schenck Process im Oktober 2007 über den IK 2007 Fund und verkaufte es im Dezember 2017 an Blackstone.

### Qlar Group heute
Im Jahr 2006 übernahm die damalige Schenck Process Gruppe die Stock Equipment Company Inc. (USA) inkl. Stock Redler. Im Jahr 2007 folgte die Übernahme von Fairfield Engineering Parts Company LLC, die schließlich in Stock Fairfield Corporation umbenannt wurde. Eine weitere Akquisition erfolgte 2008 mit der Übernahme des australischen Unternehmens Screenex Pty Limited. Ein Jahr später – 2009 – wurde das tschechische Unternehmen TEDO s.r.o. in die Schenck Process Group eingegliedert. Weiteres anorganisches Wachstum erfolgte 2011 mit dem Erwerb von Clyde Process Solutions, einem Anbieter für Luftfiltrationstechnik und pneumatische Förder- und Injektionstechnik sowie des Siebbelagherstellers Pentec.
2018 wuchs das Unternehmen durch den Erwerb von geistigem Eigentum von FPE Global Limited sowie durch den Zukauf von Raymond Bartlett Snow, einem Anbieter für Pulverisierung und Klassifizierung und thermischer Verarbeitung. Außerdem erfolgte 2018 die Akquisition von Process Components Ltd. und damit die Erweiterung des Bereichs Pulververarbeitung und -handling durch die Industriemarken Kemutec, KEK-Gardner, PPS Air Classifier Mills sowie Mucon. Im November 2020 erweiterte Schenck Process sein bestehendes Produktportfolio im Bereich Nahrungsmittel und Tierfutter durch die Akquisition von „Baker Perkins“, einem weltweit führender Anbieter von Lebensmittelverarbeitungsanlagen für den Bäckerei-, Konditorei-, Keks-, Zerealien und Tiernahrungsbedarf. Um sein globales Angebot für die Lebensmittel-Endmärkte weiter auszubauen und die Präsenz im asiatischen Markt zu stärken, übernahm Schenck Process im August 2021 das thailändische Unternehmen SHAPE, welches sich auf die Bereiche Pulverhandling und Pulververarbeitung spezialisiert hat.
Im September desselben Jahres wurden erste Berichte laut, die den Verkauf der Gruppe durch Blackstone andeuteten. Im darauffolgenden Jahr folgte die Ankündigung in Bezug auf den Verkauf des Schenck Process Bergbaugeschäfts an den schwedischen Maschinenbaukonzern Sandvik AB. Der Verkauf wurde zum 1. November 2022 von den zuständigen Behörden bestätigt und final. Nach dem Verkauf des Bergbaugeschäfts, folgte im September 2023 der Verkauf der Geschäftseinheit Nahrungsmittel, inklusive des amerikanischen Geschäfts im Bereich der Hochleistungsmaterialien. Nach der Übernahme durch Hillenbrand (NYSE: HI) im September 2023 hat Schenck Process Food and Performance Materials (FPM) am 1. August 2024 einen Teil seines Markenportfolios an Coperion übertragen. Dieser Übergang umfasste auch die Flaggschiffmarke Baker Perkins. Mit der Abspaltung dieser beiden Geschäftseinheiten konzentriert sich die Schenck Process Gruppe nun auf das eigentliche Kerngeschäft im Bereich Wiegen und Dosieren mit einem besonderen Fokus auf die Marktsegmente Energie und Infrastruktur sowie Chemie und Hochleistungsmaterialien in den Regionen EMEA und Asien.
Künftig wird das Unternehmen seinen Fokus auf digitale und nachhaltige Prozesstechnologien verstärken, um die grüne Transformation im Bereich der Materialverarbeitung weiter voranzutreiben. Seit dem 13. Mai 2024 untermauert das Unternehmen diesen verstärkten Fokus mit einem neuen Branding.
Diesen neuen Fokus untermauert Schenck Process ab dem 13. Mai 2024 mit einem neuen Branding. Unter dem neuen Namen Qlar strebt das Unternehmen dann an, seine Kunden noch stärker beim Erreichen der Net-Zero und Nachhaltigkeitsziele zu begleiten.

## Technologien
Die Technologien und Lösungen der Qlar Group sind in verschiedenen Industrien einsetzbar und lassen sich in folgende drei Bereiche gliedern:
- Material Processing
- Digital Solutions
- Aftermarket Capabilities

Das Anwendungsfeld Material Processing zählt zu den Kernkompetenzen des Unternehmens. Es umfasst neben der industriellen Wägetechnik und den Dosiersystemen für kontinuierliche und diskontinuierliche Prozesse auch Mahl- und Klassifizierungstechnik für Materialaufbereitungsprozesse. Filtersysteme oder pneumatische und mechanische Fördersysteme zählen ebenfalls zum Repertoire des Unternehmens. Zudem verfügt die Qlar Group über Erfahrung in den Bereichen Mischen, Mahlen, Trocknen und Fördern verschiedener Schüttgüter.
Im Bereich Aftermarket bietet das Unternehmen neben Ersatz- und Verbrauchsteilen für sein Maschinen- und Anlagenangebot auch Serviceleistungen an. Diese reichen von Field- oder Remote-Services zur Behebung von Störungen bis hin zur Beratung zu Prozessoptimierung oder Modernisierung bestehender Systeme.
Seit März 2022 ist für Bestandskunden der EMEA Region der Einkauf von Komponenten wie Wägesensoren, Wägemodule, Wägeelektroniken, Bandwaagen und Plattformwaagen über den Schenck Process Online-Shop möglich.

## Digitalisierung
Das Unternehmen investiert seit 2019 verstärkt in die Digitalisierung seiner internen Prozesse und entwickelt Daten-getriebene digitale Serviceleistungen für seine Maschinen und Lösungen. Der Fokus liegt dabei auf angepasster Zustandsüberwachung einzelner Maschinen sowie Optimierungen und Vorhersagen.
Zu den neusten digitalen Lösungen gehört unter anderem das PROXiQ-Remote-Zugriffssystem, das den Fernzugriff durch einen Servicetechniker bei Fehlermeldungen und Problemen ermöglicht oder die Condition Monitoring Software CONiQ Monitor. Im September 2020 wurde die CONiQ-Familie um den Wiegecontroller CONiQ Control ergänzt, der als digitale Marke Anwendungen miteinander vereint. Die neueste Applikation des CONiQ Control, welche am 20. Oktober 2022 offiziell auf der K-Messe in Düsseldorf vorgestellt wurde, erweitert das System um Anwendungen im Bereich der Differenzialdosierwaagen.
Im Zuge der Digitalisierung entstand 2021 neben einer eigenständigen Website für digitale Angebote, auch eine Ergänzung der CONiQ-Produktfamilie um IoT-Geräte und drahtlose Sensoren. Seit 2021 verfügt Schenck Process darüber hinaus über eine eigene Cloud, über die spezialisierte Kundendienstleistungen vermittelt werden.

### CONiQ-Familie
Das Condition Monitoring System CONiQ Monitor ist ein Smart Product, das zur kontinuierlichen Zustandsüberwachung von verschiedenen Parametern, bspw. der Temperatur und der mechanischen Schwingung, eingesetzt wird. Es gewährleistet eine frühzeitige Schadenserkennung sowie die zustandsorientierte Instandhaltung der Maschinen und überwacht betriebskritische Kennwerte. CONiQ Monitor ist als Zustandsüberwachungssystem auf Schwingmaschinen optimiert.
Der CONiQ-Familie von Qlar zugehörig ist auch die neue Kontrolleinheit CONiQ Control, ein Steuer- und Automatisierungssystem mit Möglichkeiten der Anwendung in der industriellen Mess-, Wäge- und Automatisierungstechnik. Konzipiert wurde der Controller zunächst für einfache Wiegeanwendungen wie Plattform- und Stückgutwaagen mit DMS-Wägezellen, jedoch stehen dem Nutzer optional weitere Applikationsmodule zur Verfügung. Weitere Applikationsmöglichkeiten beispielsweise für kontinuierliche Prozesse sollen in den kommenden Jahren folgen. Zuletzt brachte die Gruppe die neue Controller-Applikation im Bereich der Differenzialdosierwaagen im Rahmen der K-Messe 2022 in Düsseldorf heraus.
Im Jahr 2019 wurde CONiQ Control mit dem Red Dot Award ausgezeichnet. Verliehen wurde der Award für die Verständlichkeit, die einfache Bedienbarkeit und das ansprechende Oberflächendesign der Schenck Process Wägesteuereinheit.
Im März 2021 wurde die CONiQ-Familie um die Cloud-basierte IIoT-Lösung CONiQ Cloud ergänzt. Diese bietet vielfältige Möglichkeiten zur datengesteuerten Instandhaltung und Systemoptimierung und bildet die Grundlage für alle digitalen Erweiterungen des Unternehmens. Auf Basis des verfolgten Cloud-Ansatz, erschien im Frühjahr 2021 ein konfigurierbares Edge-Gerät namens CONiQ-Monitor, welches die Verbindung zwischen der Flotte der Schenck Process Maschinen und der Cloud herstellt.

### PROXiQ
Das Remote-Zugriffssystem PROXiQ ermöglicht den Zugriff durch einen Servicetechniker auf Maschinensteuerungen unabhängig von Zeit und Ort und hilft, Fehler frühzeitig zu erkennen. Ein Router sorgt dafür, dass der Zugriff über das kabelgebundene oder mobile Netzwerk möglich ist und erlaubt es Servicetechnikern, auf bestimmte Systeme zuzugreifen und Diagnose-Tools zu verwenden. Da ein Zugriff nur durch ein entsprechendes Zertifikat möglich ist und durch Firewall und Passwörter geschützt ist, gilt das Remote-Zugriffssystem als äußerst sicher.
Während des COVID-19-bedingten Lockdowns im März 2020 wurde PROXiQ für die erste Remote-Inbetriebnahme eines neuen Systems in Großbritannien verwendet. 2020 konnte das Unternehmen seine Remote Services weiter ausbauen und bietet verschiedene weitere Assistenzsysteme wie den CONiQ-Remote-Assist, der derzeit in Australien eingesetzt wird.

## Absatzmärkte
Zu den wichtigsten Absatzmärkten für die Anlagen und Services der Qlar Group zählen die Bereiche Chemie, Hochleistungsmaterialien sowie Infrastruktur und Energie. Innerhalb dieser Märkte bedient die Qlar Group zudem verschiedene Unterindustrien.
Pneumatische Förderung sowie Anlagen zum Filtrieren, Wiegen und Dosieren finden im Bereich der Chemie und Hochleistungsmaterialien Anwendung, während das Wägen, Dosieren, Mahlen, Zerkleinern und Fördern zu den Kernkompetenzen im Absatzmarkt Infrastruktur und Energie zählen.

## Sonstiges
Im Jahr 2015 belegte die Qlar Group im Wirtschaftswoche-Mittelstandranking „Die besten des deutschen Mittelstands“ erstmals Rang 15. Das Unternehmen war damit das Beste seiner Branche.
Im Ranking der deutschen Weltmarktführer schafft es Schenck Process regelmäßig unter die Top 450 Unternehmen, zuletzt im Jahr 2019.